# Об'їзна дорога Середмістя Варшави

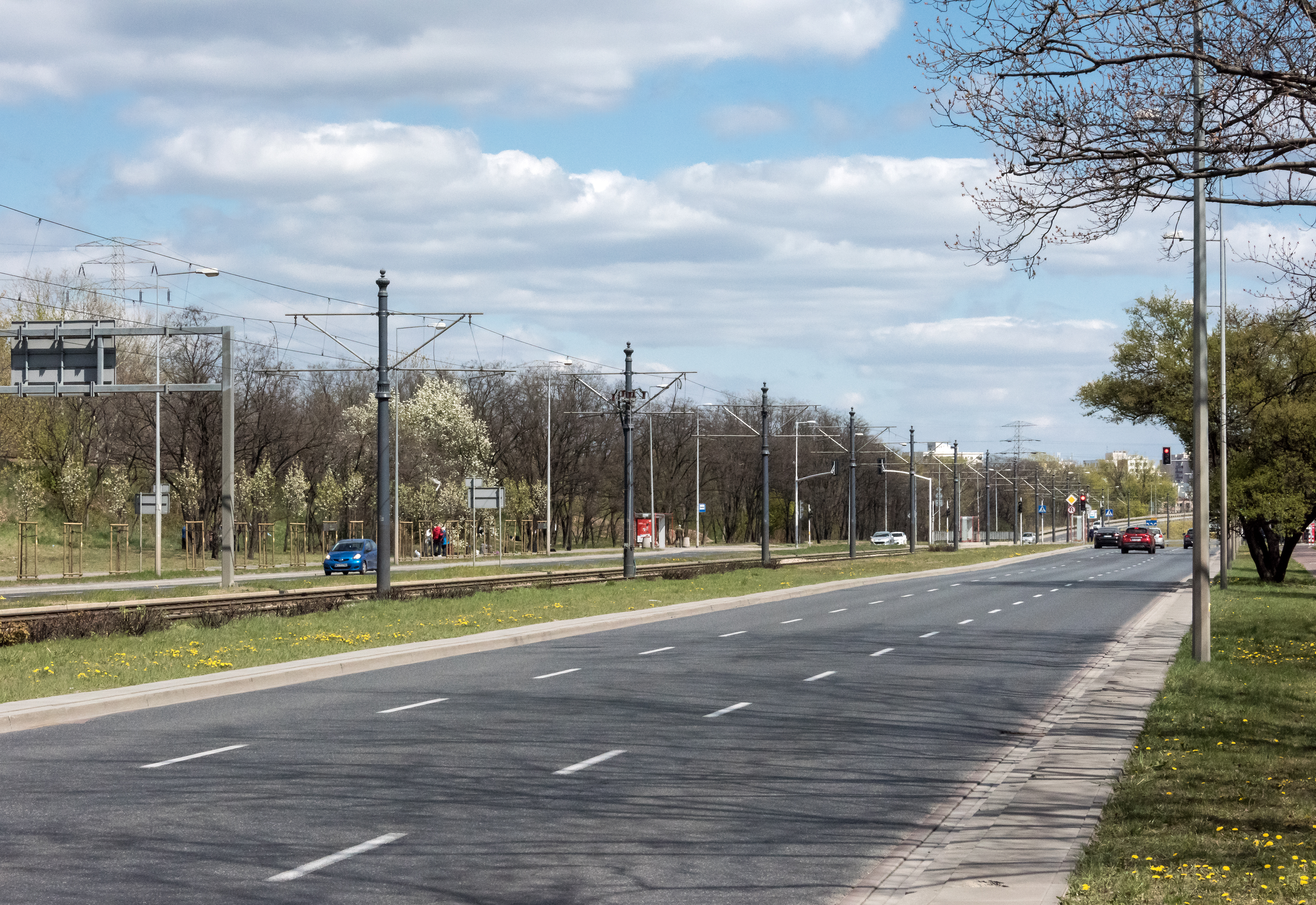
Вулиця Стажинського

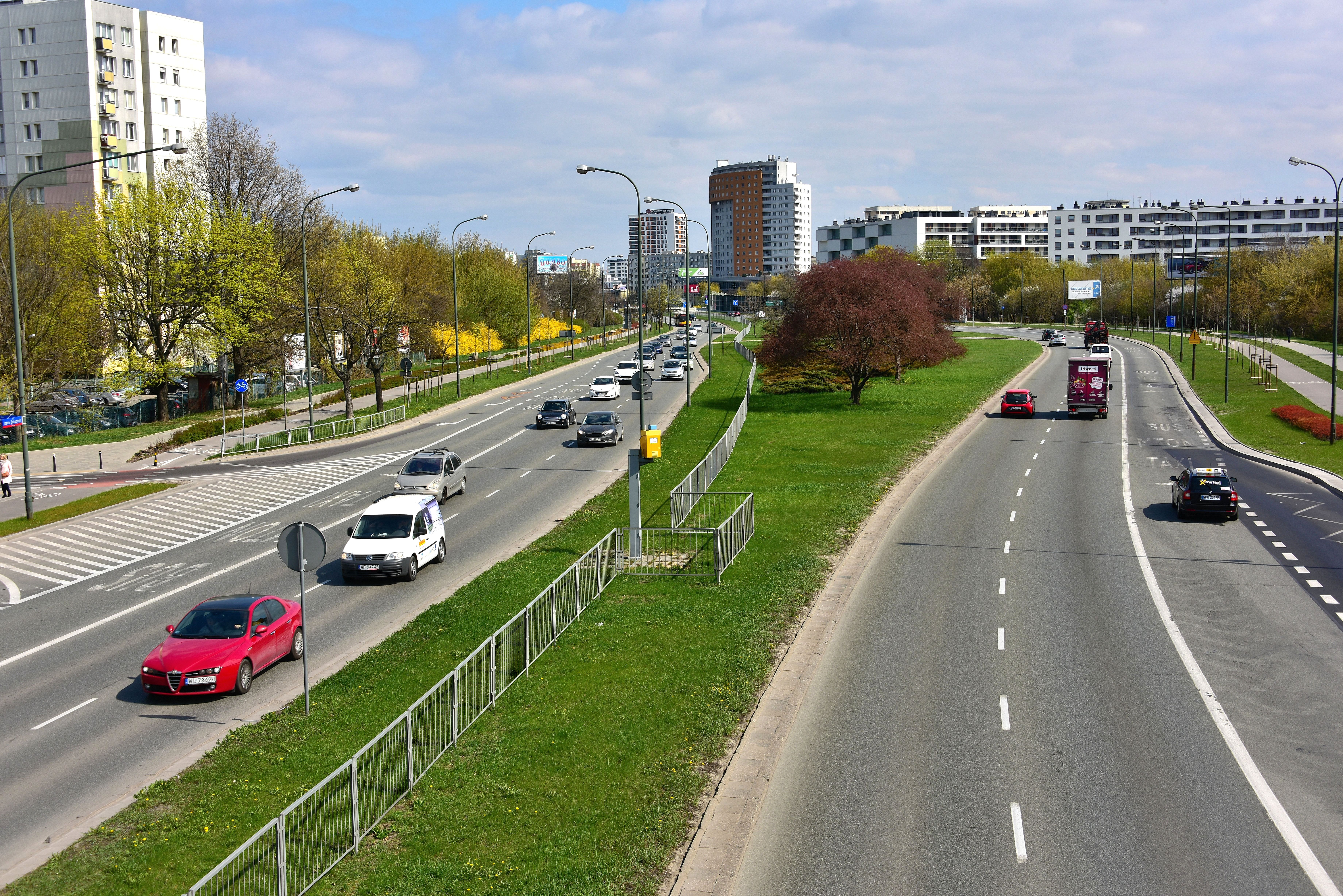
Алея Сполучених Штатів

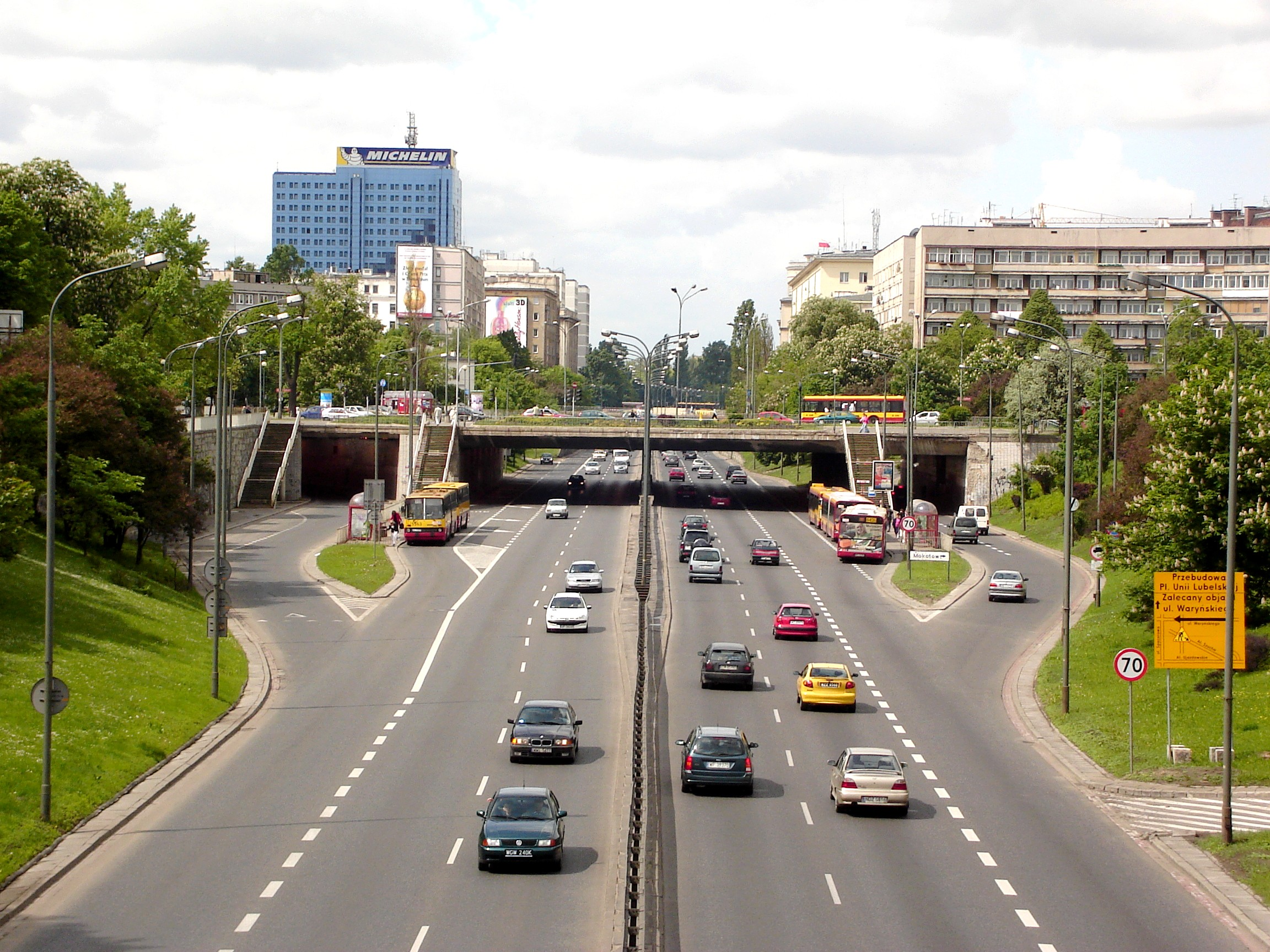
Траса Лазєнковська

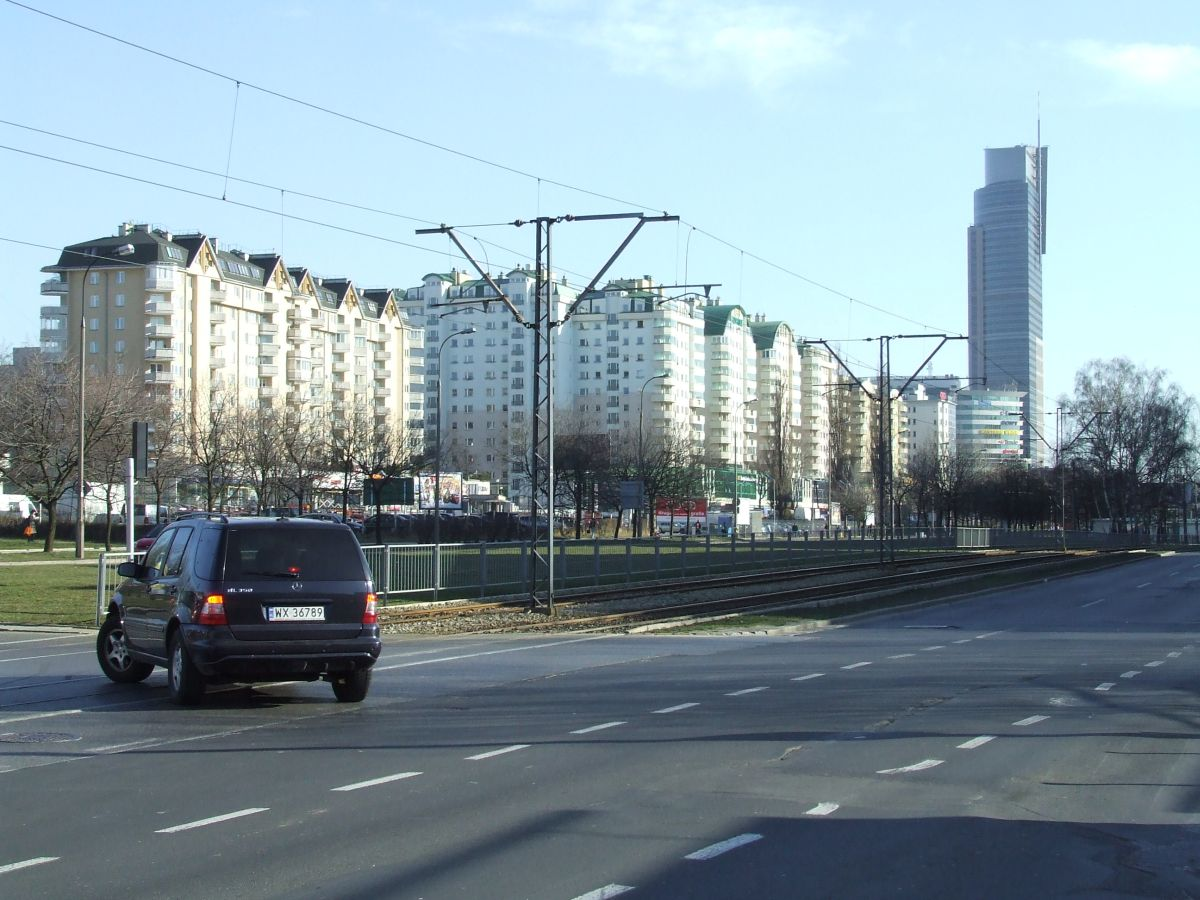
Вулиця Окопова

Об'їзна дорога Середмістя (пол. Obwodnica śródmiejska, obwodnica Śródmieścia) — внутрішня кільцева дорога, що з'єднує центральні райони Варшави, одна з трьох запланованих міських кільцевих доріг .

## Перебіг
Траса Лазєнковська ( алея Сполучених Штатів – Лазєнковський міст – алея Армії Людової – вул. Вавельська) – вул. Кшицького (північний напрямок) – вул. Рашинська – площа Завіши – вул. Товарова – вул. Окопова – кільце Групи Армії Крайової «Радослав» - вул. Сломінського– Гданський міст – кільце Стефана Стажинського – вул. Стажинського - кільце Жаба - плановане з'єднання кільця Жаба з вул. Забранецькою на схід від лінії Привіслянської залізниці, з'єднання з вул. Радзимінскою – модернізована вул. Забранецька – плановане сполучення вул. Забранецької з вул. Вятрачною – віадук над коліями – модернізована вул. Вятрачна – кільце Вятрачна .

## Відсутні частини
Більша частина об’їзної в центрі міста вже існує, але для її завершення ще не вистачає ділянки, яка з’єднує кільце Жаба через Таргувек з кільцем Вятрачна – т.зв. об'їзна Праги . Ця ділянка мала бути готова до Чемпіонату Європи з футболу 2012 року, але в 2009 році президент Варшави Ханна Гронкевич-Вальц і Рада Варшави вирішили перенести будівництво на невизначену дату після 2013 року .
У жовтні 2015 року було оголошено тендер на проєктування ділянки між кільцем Вятрачна та вул. Радзимінською (без ділянки до кільця Жаба). За інформацією ЗМІ, будівництво триватиме з 2019 по 2021 рік . Її початкова концепція була представлена Управлінням муніципальних дорожних інвестицій у 2017 році  . У серпні 2017 року було подано заявку на прийняття рішення щодо екологічних умов , а в листопаді та грудні 2017 року були проведені громадські консультації щодо майбутньої інвестиції . У січні 2019 року ЗМІ повідомляли про зміни в бюджеті через затримки з підготовкою документації, які означають перенесення будівництва ділянки від кільця Вятрачна до вул. Радзимінської на 2022-2024 роки .

## Додаткові інвестиції
Окрім будівництва естакад над кільцем Стажинського, здійсненого у 2005–2007 роках, також розглядаються або плануються наступні інвестиції для покращення руху на об’їзді центру міста:
- естакади над кільцем Жаба
- тунель під Вятрачною
- естакади над площею Завіши
- тунель під алеєю "Солідарності" (район "Керцелак")
- тунель під кільцем групи Армії Крайової "Радослав"